# Архангел Михаїл

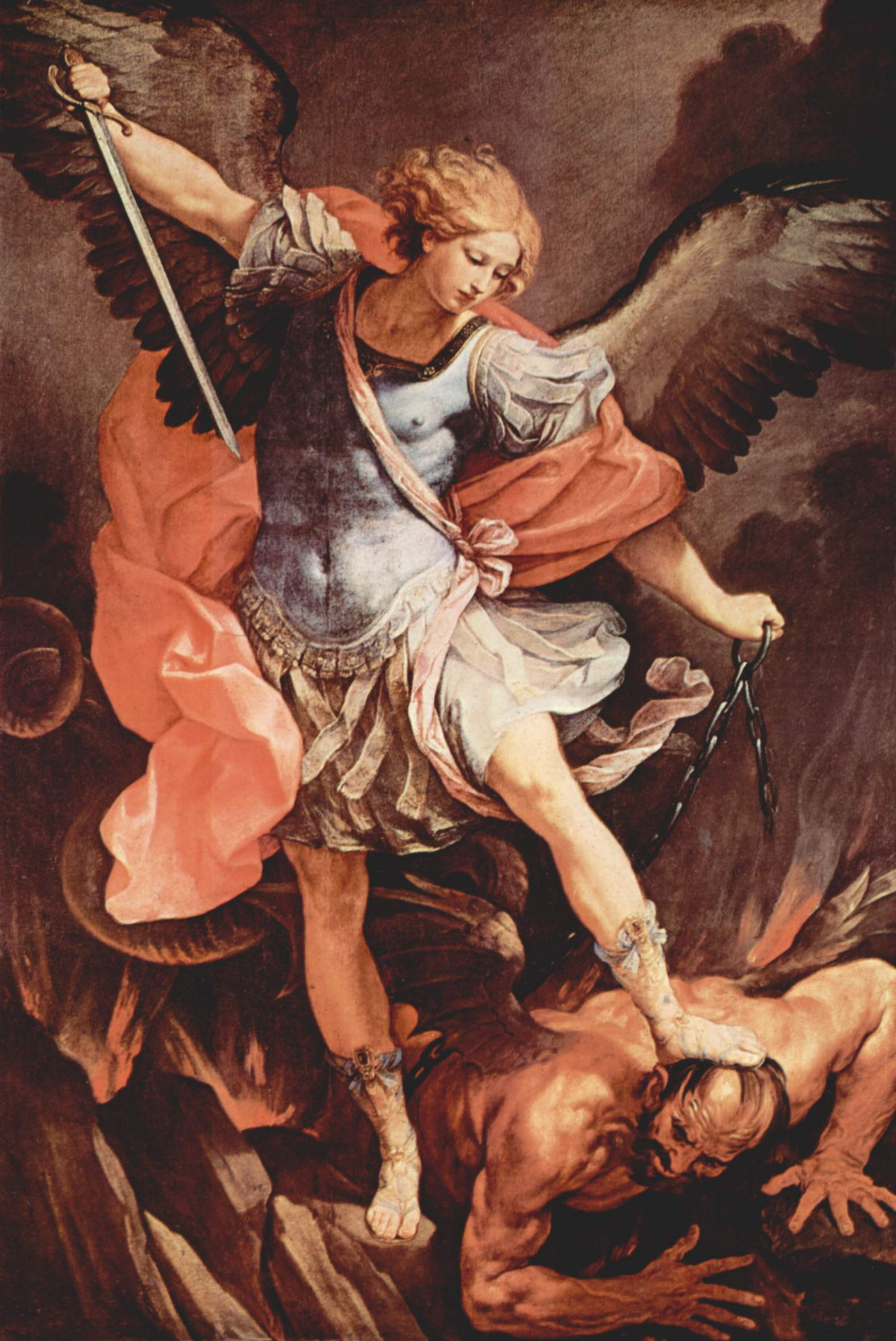
Архангел Михаїл (Гвідо Рені, Санта-Марія-делла-Кончеціоне, 1636)

Архангел Михаїл (івр. מִיכָאֵל, Міхае́ль) — архангел у юдаїзмі, ісламі, та християнстві. Тричі згадується в Книзі Даниїла (Дан 10:13, 10:21, 12:1). В Апокаліпсисі постає як верховний командувач (архістратиг) Божого війська супроти нечистих сил, яких перемагає в битві (Об. 12:7). У єврейській народній традиції — заступник євреїв перед лицем Бога. У християнській традиції — ангел-цілитель, згодом — захисник, патрон вояків і лицарів. Покровитель душ померлих, які він зважує на терезах. Часто зображається у вигляді воїна, що перемагає дракона чи чорта, із мечем, прапором або терезами. У християн у День вшанування Архистратига — 29 вересня у західній традиції, також 8 травня,  8 листопада у східній традиції. Також — архістратиг Михаїл, чи архистратиг Михаїл.

## У світових релігіях

### Християнство

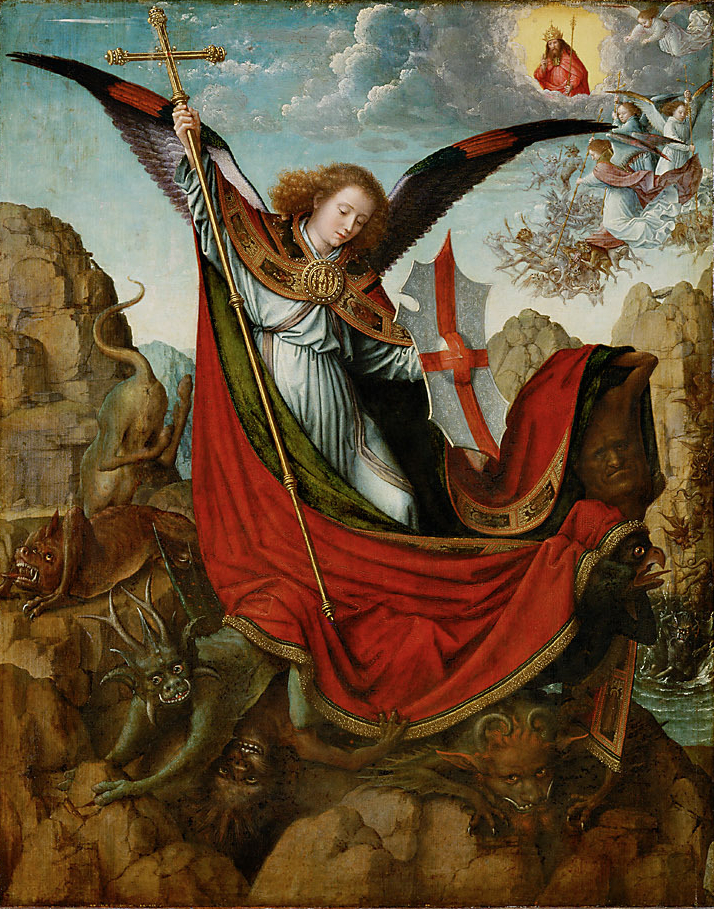
«Вівтар Св. Михаїла» Г. Давід 1510, Музей історії мистецтв.

Згадується у канонічних книгах Біблії: Дан. 10:13, 12:1, Юда ст. 9, Одкр. 12:7-8.
Також іноді у християнстві ототожнюють із Михаїлом неназваного за іменем ангела з  мечем, який з'явився Ісусу Навину (Нав. 5:13-15) та ангела, який зупинив пророка Валаама (Чис.22:22), а також деякі інші об'явлення.
У книзі «Керівництво до написання ікон святих догідників» мовиться про те, що святий Архангел Михаїл «зображається таким, що топче ногами люцифера і, як переможець, що тримає в лівій руці на грудях зелену фінікову гілку, а в правій руці спис, на верху якого біла корогва, із зображенням червоного хреста, в ознаменування перемоги Христа над дияволом». (академік В. Д. Фартусов).

#### Православ'я
Архієпископ російської православної церкви Інокентій Херсонський для науки писав: «Він перший повстав проти люцифера (сатани), коли той повстав проти Вседержителя. Відомо, чим закінчилася ця війна, поваленням денниці (сатани) із неба. Відтоді Архангел Михаїл не перестає боротися за славу Творця, за справу порятунку роду людського, за церкву і чад її.
… тому для тих, які прикрашаються ім'ям першого з Архангелів, усього пристойніше відрізнятися ревністю до слави Божої, вірністю Панові Небесному і царям земним, повсякчасною війною проти пороку і нечисті, постійним упокорюванням і самовідкиданням» (Сім Архангелів Божих).
У православ'ї поширений титул Михаїла - Архистратиг.

### Католицизм

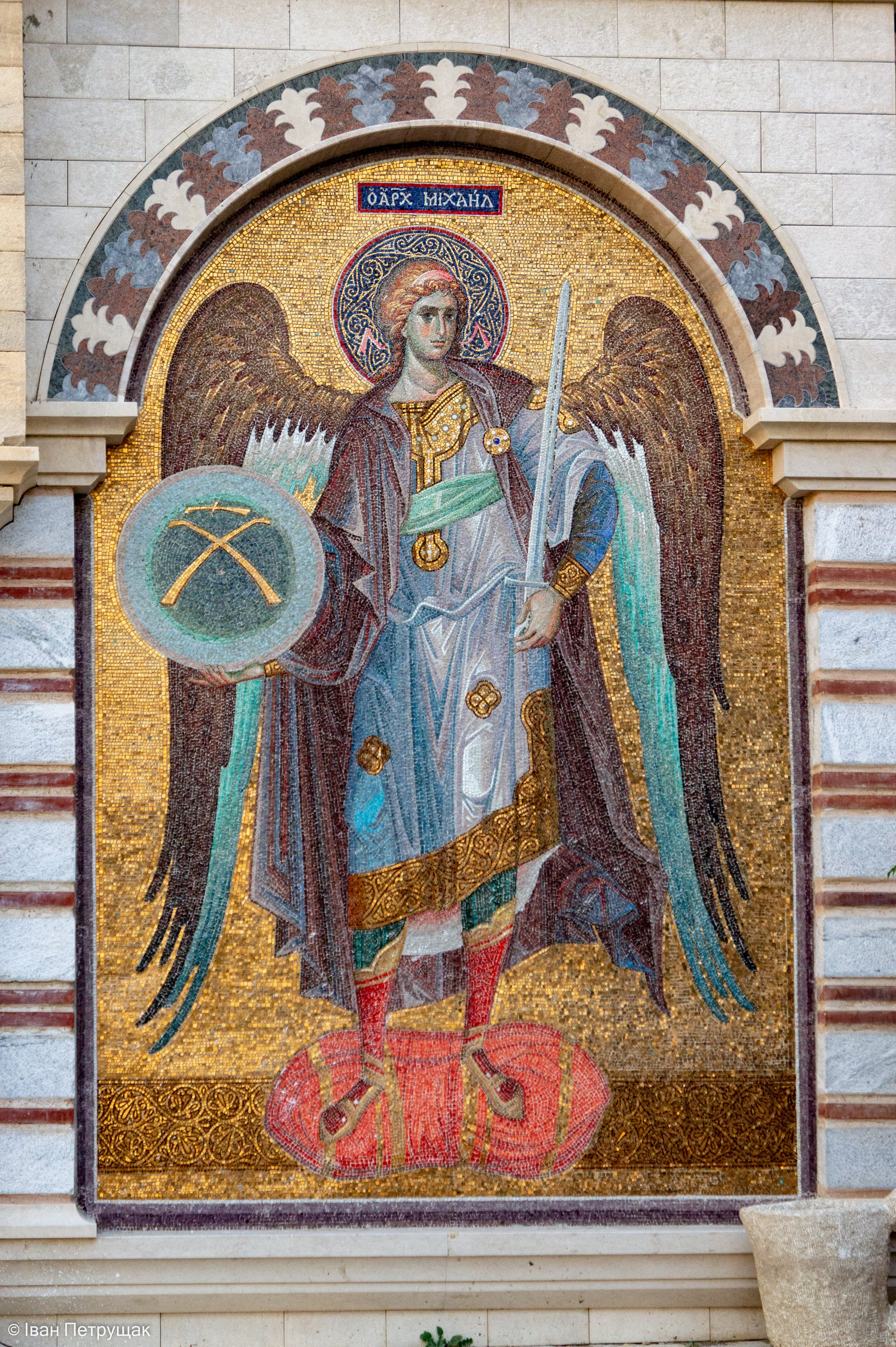

Католицизм визнає існування трьох архангелів — Михаїла, Гавриїла й Рафаїла. Михаїл вважається одним з головних помічників людини у боротьбі з дияволом. Тому в католицизмі поширені набоженства та спеціальні молитви до Архангела Михаїла про допомогу у боротьбі з силами зла. Особливого поширення здобула молитва Папи Лева ХІІІ, повний варіант якої називають екзорцизмом до святого Архангела Михаїла. До ІІ Ватиканського Собору молитву Архангелу Михаїлу про допомогу у боротьбі з силами темряви проголошували священники після кожної Святої Літургії.

### Юдаїзм
У єврейській традиції налічують сімох архангелів: Гавриїла, Єремиїла, Михаїла, Рагуїла, Рафаїла, Сариїла та Уриїла.

### Іслам
У Корані архангел іменується Мікаїлом, має смарагдово-зелені крила, покритий «шафрановим волоссям, кожен з яких містить мільйон осіб і ротів і стільки ж мов, що волають про прощення Аллаха». Він знаходиться на сьомому небі, на кордоні моря, переповненого незліченною кількістю ангелів.
Микаїл - один із чотирьох ангелів вищої категорії (Макрібун) в ісламі. Він згадується як ангел, який роздає творінням Аллаха їжу. Також відомий як Ангел милосердя. Крім пророчих місій, які він виконує як макрибун, керує вітрами та хмарами.
Якщо хто є врагом Аллагу, ангелам Його, посланцям Його, Джібрілю та Мікаїлю, то, воістину, Аллаг — враг невіруючих! (Сура 2: Корова - Аят: 98). Якубович.

### Інші
- Свідки Єгови вважають, що Михаїл є єдиним архангелом, і що Ісус Христос є ним у періоди до і після його сходження на Землю.[11].

## Дива
У Православній церкві святкують окремо одне з чудес Архистратига Михаїла.

| У Малій Азії одна людина в подяку за зцілення своєї німої дочки, спорудила біля джерела храм на честь святого Михаїла. І багато язичників, приходячи туди увірували в Господа нашого Ісуса Христа. У цьому храмі довгі роки служив святий Архип. Язичники ж вирішили знищити храм і погубити раба божого Архипа. Для цього вони з'єднали дві річки в одне річище і направили їх на храм. Святий Архип палко молився до Господа, і тут до нього був голос вийти з храму. Вийшовши, він побачив великого заступника — святого Архистратига Божого Михаїла. Архип підійшов до Воєводи Небесних сил, і побачив вогненний стовп, що піднімався від землі до Неба. Коли ж вода підійшла близько до храму, Архістратиг Михаїл здійснив хресне знамення на поверхні води, і сказав: «Зупиніться там!». І негайно ж води звернулися назад. Так здійснилися слова пророчі «Бачили Тебе води і убоялися (Пс. 76, 17)». Води стали як кам'яна стіна. Потім Архістратиг повернувся до храму, ударив жезлом у величезний камінь, що був біля вівтаря, і накреслив на ньому хресне знамення. Негайно почувся великий грім, земля затряслася і камінь розділився надвоє, утворивши величезну ущелину. При цьому Архангел сказав: «Так знищиться тут всяка супротивна сила, і нехай отримають тут позбавлення від усякого зла всі прихожі сюди з вірою!» Сказавши це, Архангел владно сказав водам: "Увійдіть у цю ущелину! "І зараз води потекли до кам'яної ущелини й відтоді завжди течуть цим шляхом. Вороги від страху скам'яніли. Зберігши від потоплення храм і блаженного Архипа, св. Архістратиг Михаїл зійшов на небо, а блж. Архип подякувавши Богу за преславне чудо, прославив великого оборонця за його велике заступництво. З того часу Православна церква постановила святкувати це чудо, а місце то було названо Хоні, себто занурення, тому що там води занурилися в камінь. |

## Свята

### Католицька церква
- У католицькій церкві свято св. Михаїла відзначається 29 вересня. У середньовіччі воно вважалося обов'язковим, але з XVIII століття втратило статус урочистості. У католицизмі існує ще низка свят, пов'язаних з архангелом Михаїлом.
- 8 травня в західній традиції згадують Архангела Михаїла в честь двох подій -  Об'явлення Архангела Михаїла на горі Горгано в Апулії, нинішня Італія, яке згадується у 493 чи 494 році, та заступництво Архангела Михаїла у битві лангобардів з греками у 663 році[8].

### Православна церква

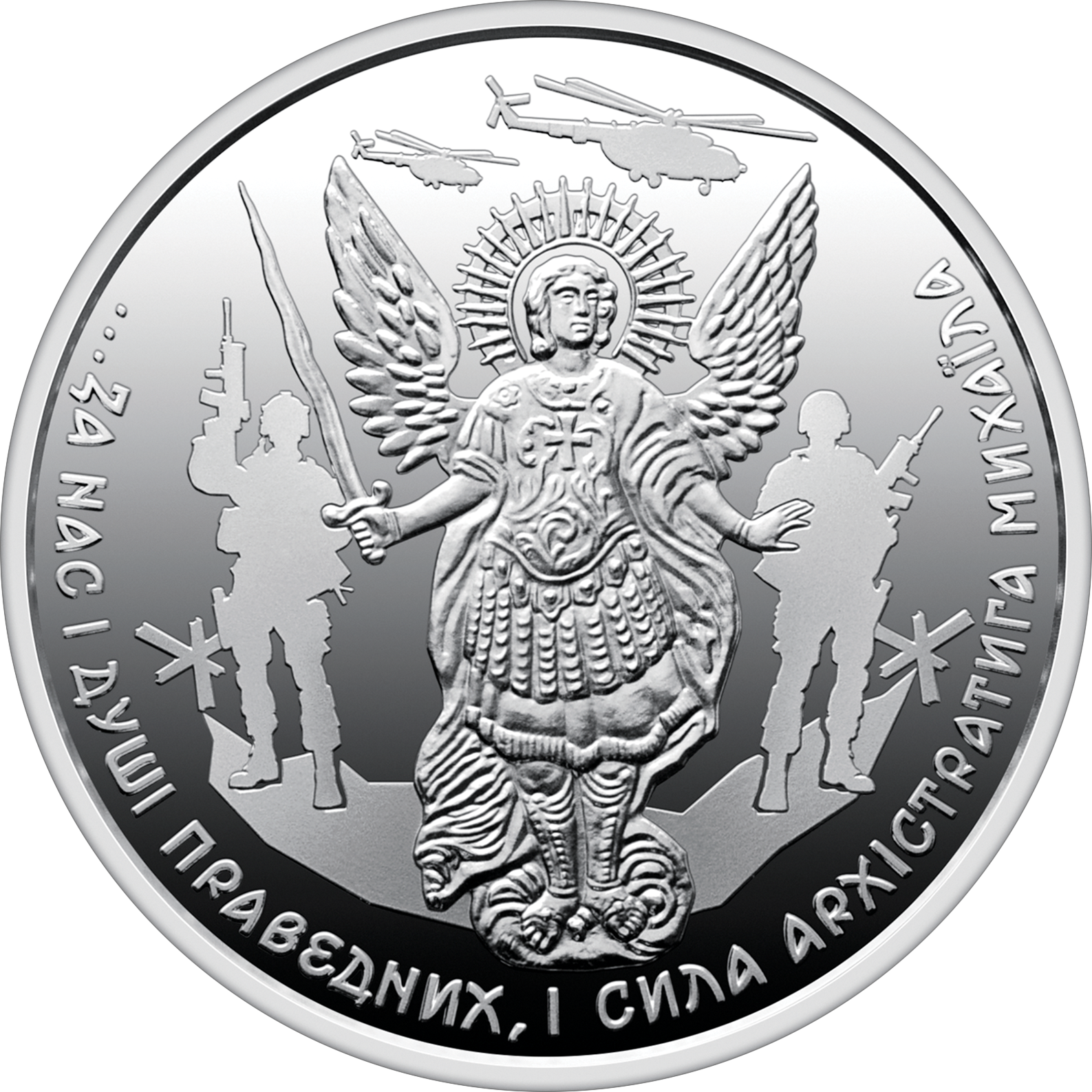
Архістратиг Михаїл на срібній монеті України 2024 року

- 8 листопада Православна церква відзначає свято Собору Архистратига Михаїла і всіх Небесних Сил безплотних, встановлене на початку IV століття на помісному Лаодикійському соборі, що був за кілька років до Першого Нікейського собору і засудив єретичне поклоніння ангелам як творцям і володарям світу.

- 6 вересня — спомин чуда Архистратига Михаїла

|  | У Колосаях Фригійських, поблизу Єраполя, був храм пресвятого архістратига Михаїла над джерелом чудотворної води, від якої багато зцілення дістали хворі, більше ніж від купелі Сілоамської. Туди раз на рік сходив ангел Господній і збурював воду; тут-таки завжди була благодать ангельського чиноначальника. Там, хто відразу по збуренні води в купіль заходив, той здоровий ставав; тут-таки всі: і перші, і останні приймали здоров'я, коли з вірою приходили. Там були потрібні приміщення, щоб хворі пробували через нешвидке одужання, отже дехто через тридцять і вісім років діставав його, тут же за один день, чи за одну годину діставав хворий здоров'я. |

## Патрон
Михаїл є патроном ряду країн, міст та народів:
- Україна: Київ
- Бельгія: Брюссель
- Ізраїль: ізраїльський народ
- Італія: Альгеро, Прочида,
- Німеччина: німці
- Португалія:
  - муніципалітети: Віла-Франка-ду-Кампу, Кабесейраш-де-Башту, Олівейра-де-Аземейш, Олівейра-ду-Байрру, Пенела, Форнуш-де-Алгодреш
  - парафії: Байрруш, Віла-Нова-де-Монсарруш, Віларіню-ду-Байрру, Канелаш, Мільєйрош-де-Пойареш, Рекардайнш, Сан-Мігел-ду-Мату, Соту, Травассо, Урро, Фермелан
- Хорватія: Шибеник

Архангела Михаїла вважають заступником військових, міліціонерів (поліцейських), моряків, бакалійників, парашутистів, хворих, а також метеорологів, радіологів, гравірувальників й різьбярів, фехтувальників, шліфувальників і золотарів. Своїм заступником Архангела Михаїла вважають різні організації: Спілка української молоді (СУМ) та Товариство українських студентів-католиків «Обнова».
Крім того, Архангел вважається захисником Європи, відомим є так званий "Меч Архангела Михаїла" - сім Санктуаріїв на честь Михаїла, які розташовані по прямій лінії в Європі та на Близькому Сході. Початок цього меча знаходиться в Ірландії, проходить через Англію, Францію, Італію, Грецію, закінчується на горі Кармель в Ізраїлі.

### В Україні
З часів київського князя Всеволода архангел Михаїл є покровителем Києва, Київської області і взагалі Наддніпрянщини. Символами столиці і знаком небесного покровительства є статуя Архистратига Михаїла на Майдані Незалежності та Михайлівський Золотоверхий Собор та монастир. 19 вересня 2020 У Києві відкрили фонтан «Архангел Михаїл — охоронець Києва».

Статуї, храми, пам'ятники, монастирі на честь Архангела Михаїла розташовані в багатьох місцях по всій Україні. Він вважається помічником при нападах чужинців, війнах. Під час російсько-української війни вціліла під час обстрілу статуя Архангела у Бородянці. Вона залишилась майже неушкодженною серед згорілих та розбитих будинків. Також у 2022 році в Україну передали статую Михаїла - точну копію статуї в Монте-Гаргано, Італія.

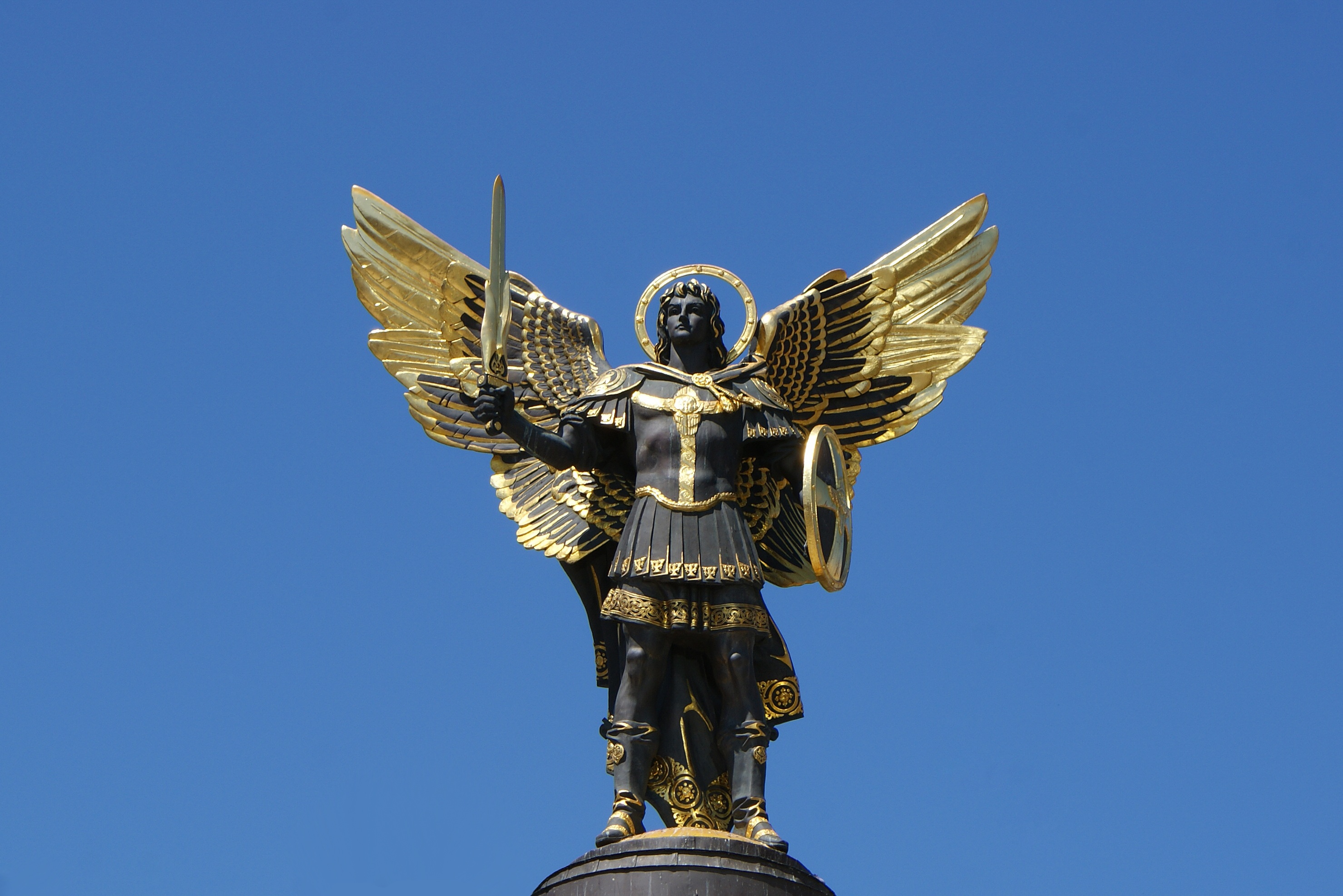
Статуя у місті Київ

## У геральдиці

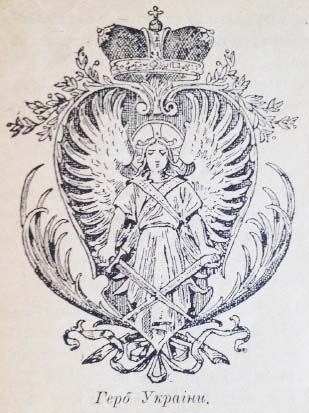
Проект герба України («Катехізм Українця», 1917)

Архангел Михаїл досить поширений символ геральдики. В Україні він символізує Київщину, в широкому значенні — Наддніпрянську Україну. 
Архангел Михаїл виступає в низці стародавніх гербів українських міст: Гадяча (XVII століття і 1782 рік), Клевані (1654 рік), Кролевця (1644 і 1782 років), Миргорода (1631 рік), Овруча (1640 і 1796 років), Сколього (XIX століття), Тартакова (1748 рік), Устя-Зеленого (XIX століття), Янова (нині Івано-Франкове, 1810 рік), а також у гербі Київського воєводства (1471 рік).

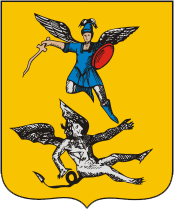
Архангельськ
Аречабалета
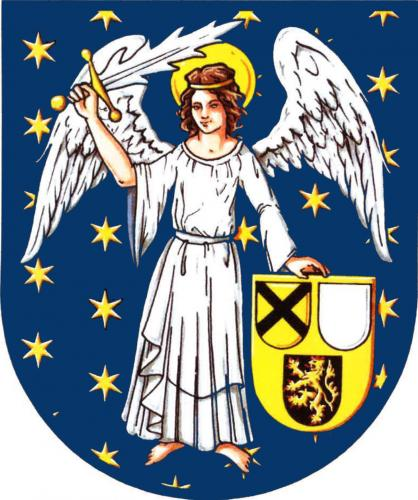
Андельська Гора
Ельцталь
Київ
Ла-Пальма
Новогрудок
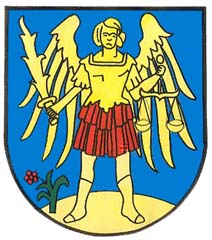
Нойфельд-ан-дер-Лайта
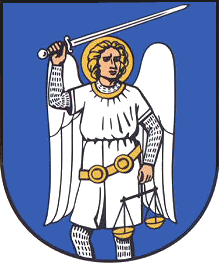
Ордруф
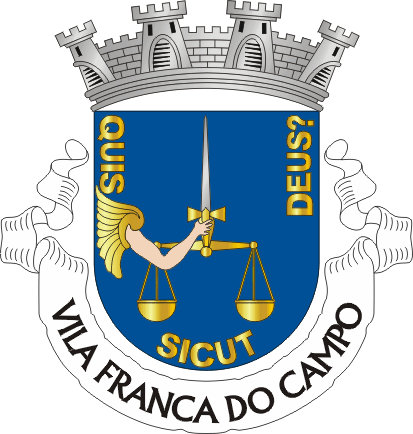
Віла-Франка-ду-Кампу
Брюссель

## Храми

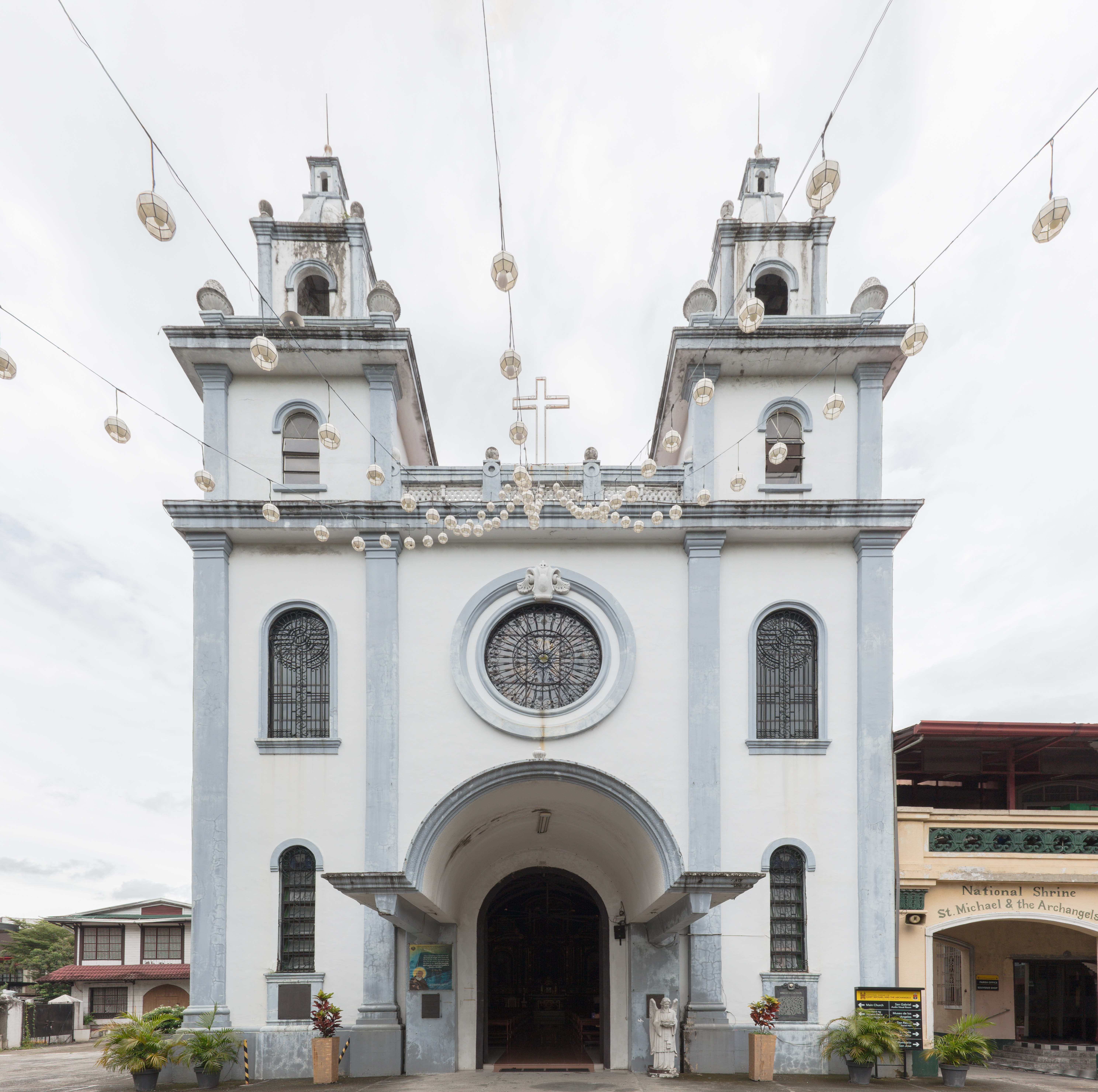
Церква Святого Михайла, місто Маніла, Філіппіни
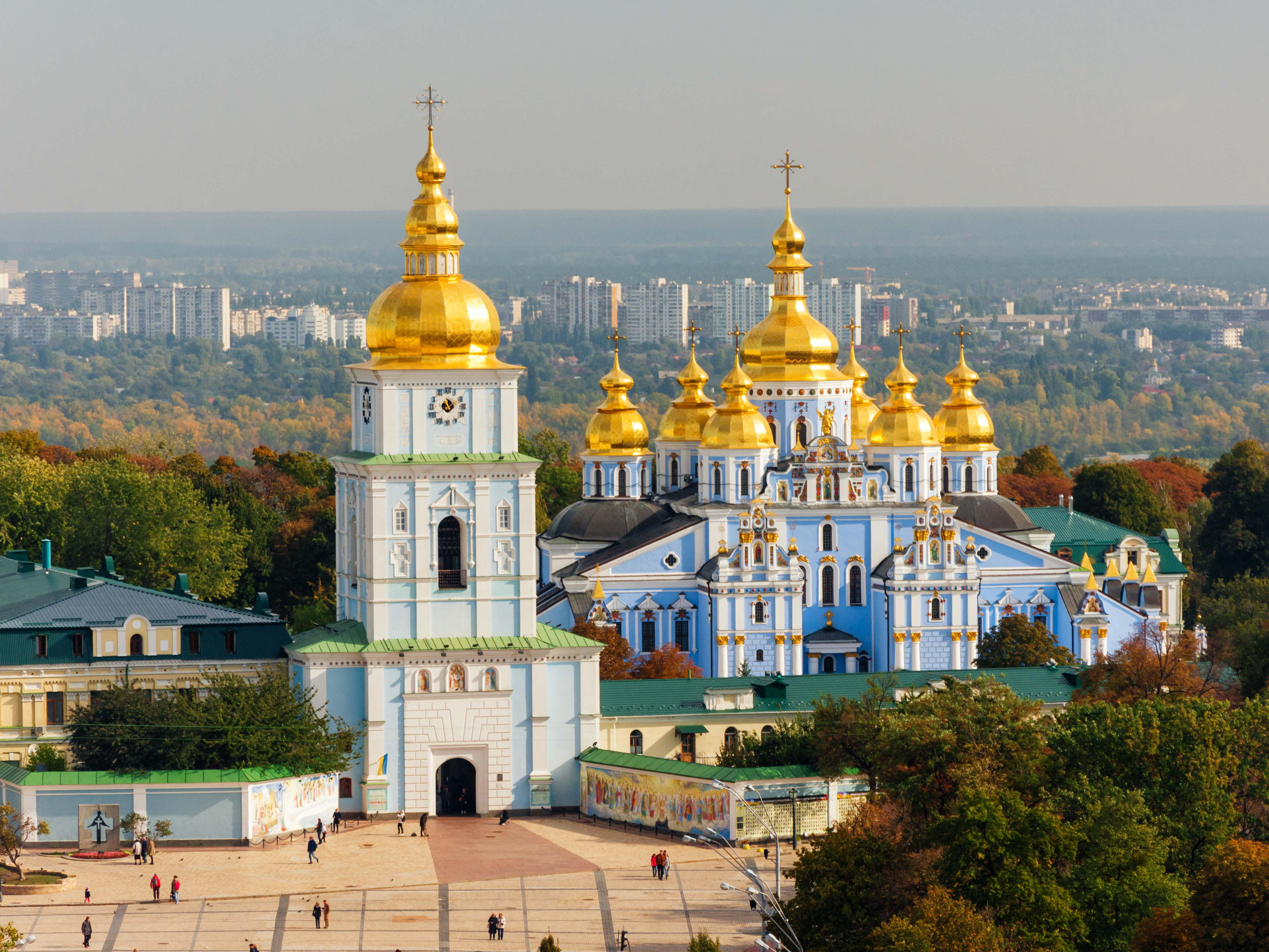
Михайлівський Золотоверхий монастир (Київ)

## Топонімика
У місті Маніла є район Сан-Мігель. У містах Генерал-Сантос, Давао, Кесон-Сіті, Себу є вулиця Святого Михайла.
У містах Кривий Ріг та Мукачево є вулиця Свято-Михайлівська.
У місті Чернігів є вулиця Святомихайлівська.
У місті Запоріжжя існує провулок Архангела Михаїла.
У місті Київ є Михайлівська вулиця, провулок Михайлівський та місцевість Михайлівська Борщагівка.